# ته راوپارها
ته راوپارها (حدود ۱۷۶۸–۲۷ نوامبر 1849) یک رانگاتیرا (رئیس) مائوری و رهبر جنگ قبیله نگاتی توآ بود که در جنگ‌های تفنگ نقش مهمی داشت و لقب «ناپلئون» را دریافت کرد. جنوب". او در فروش اولیه زمین به شرکت نیوزلند تأثیرگذار بود و یکی از شرکت کنندگان در Wairau Affray در مارلبرو بود.
در اوایل دهه ۱۸۰۰، ته راوپاراها به عنوان یک رهبر برجسته مائوری ظاهر شد و نگاتی توآ را در جنگ قبیله ای و مهاجرت به سرتاسر نیوزلند رهبری کرد. او با موفقیت از جزیره مهم استراتژیک کاپیتی دفاع کرد و قلمرو قبیله خود را از طریق فتوحات در جزیره جنوبی گسترش داد. Te راوپاراها تجارت با نهنگان اروپایی را تقویت کرد و قدرت خود را از طریق اتحادهای استراتژیک تقویت کرد. علیرغم همکاری اولیه با مهاجران اروپایی، تنش‌ها بر سر فروش زمین به وجود آمد که در Wairau Affray به اوج خود رسید. ته راوپاراها دستگیر شد، اما بعداً تبرئه شد و به مردمش اجازه بازگشت. او قبل از مرگش در سال ۱۸۴۹ در ساخت کلیسای Rangiatea مشارکت داشت. ته راوپاراها هاکا "Ka Mate" را ساخته‌است که به نماد تیم‌های ورزشی نیوزیلند تبدیل شده‌است. میراث او از طریق بیوگرافی‌ها، یک یادبود و ورزشگاه ته راوپاراها Arena در Porirua به یادگار مانده‌است.

## روزهای اول
از سال ۱۸۰۷، تفنگ‌ها به سلاح منتخب تبدیل شدند و تا حدودی شخصیت جنگ قبیله ای را تغییر دادند. در سال ۱۸۱۹ ته راوپاراها به یک حزب جنگی بزرگ نگاپوهی به رهبری تاماتی واکا ننه پیوست. آنها احتمالاً قبل از بازگشت به تنگه کوک رسیده‌اند.

## مهاجرت
در طول چند سال بعد، نبردهای بین قبیله‌ای تشدید شد و تا سال ۱۸۲۲ نگاتی توآ و قبایل مربوطه پس از سال‌ها جنگ با قبایل مختلف وایکاتو که اغلب توسط ته وروهرو رهبری می‌شد، مجبور به ترک سرزمین خود در اطراف کاویا شدند. به رهبری ته راوپارها، آنها یک عقب‌نشینی جنگی یا مهاجرت به سمت جنوب را آغاز کردند (این مهاجرت Te-Heke-Tahu-Tahu-ahi نامیده می‌شد)، در حالی که به سمت جنوب می‌رفتند هاپو و ایوی را فتح کردند. این لشکرکشی با کنترل نگاتی توآ بر بخش جنوبی جزیره شمالی و به ویژه جزیره کاپیتی که دارای موقعیت استراتژیک بود، پایان یافت، که برای مدتی به پایگاه قبایل تبدیل شد.
در سال ۱۸۲۴ حدود ۲۰۰۰ تا ۳۰۰۰ جنگجو، که ائتلافی از قبایل از ساحل شرقی، Whanganui , Horowhenua، جنوب تاراناکی و Te Wai Pounamu (جزیره جنوبی) را تشکیل می‌دادند، که در Waikanae گرد هم آمدند، با هدف تصرف کاپیتی. جزیره. با عبور از یک ناوگان قایق‌های جنگی در زیر پوشش تاریکی، هنگام پیاده شدن با نیرویی از جنگنده‌های نگاتی توآ به رهبری یا تقویت شده توسط ته راوپارها مواجه شدند. نبرد بعدی Waiorua، در انتهای شمالی جزیره، با شکست و قتل‌عام مهاجمان فرود آمدن که به دلیل زمین سخت و آب و هوا به اضافه رهبری تقسیم شده در محرومیت بودند، به پایان رسید. این پیروزی قاطع باعث شد که Te Rauparaha و Ngāti Toa بتوانند بر کاپیتی و سرزمین اصلی مجاور مسلط شوند.

## تجارت و تسخیر بیشتر
پس از نبرد Waiorua, ته راوپارها یک سری لشکرکشی تقریباً سالانه به جزیره جنوبی با هدف تصرف منابع معدنی ارزشمند گرین استون آغاز کرد. بین سالهای ۱۸۲۷ و ۱۸۳۱ او توانست کنترل نگاتی توآ و متحدان آنها را بر قسمت شمالی جزیره جنوبی گسترش دهد. پایگاه او برای این حملات مبتنی بر دریا کاپیتی باقی ماند.
در این دوره با تشویق ته راوپارها و مشارکت بسیاری از مائوری، ایستگاه‌های صید نهنگ پاکه‌ها در منطقه ایجاد شد. برخی از زنان مائوری با نهنگ‌های پاکه‌ها ازدواج کردند و تجارت دوطرفه پرسودی برای تدارکات تفنگ‌ها ایجاد شد و در نتیجه قدرت مانا و نظامی Te Rauparaha افزایش یافت. در اوایل دهه ۱۸۳۰، ته راوپارها شاخه ای از Rangitane iwi را در دره Wairau شکست داد و کنترل آن منطقه را به دست آورد. ته راوپاراها دخترش ته رونگو را با کاپیتان بانفوذ شکار نهنگ، کاپیتان جان ویلیام دونداس بلنکینسوپ، ازدواج کرد و او زمینی را در دره وایراو برای ایستگاه صید نهنگ به او فروخت. مشخص نیست که ته راوپاراها پیامدهای کامل سند فروش را که امضا کرده و به کاپیتان داده‌است را درک کرده‌است یا خیر.
سپس ته راوپارها سرتیپ الیزابت را به فرماندهی جان استوارت استخدام کرد تا خود و حدود ۱۰۰ جنگجو را با هدف حمله به قبیله محلی، نگای تاهو، به بندر آکاروآ منتقل کند. مخفی شده در زیر عرشه ته راوپارها و افرادش، Tamaiharanui، فرمانده نگای تاهو، همسر و دخترش را هنگامی که به دعوت استوارت سوار بریگ شدند، دستگیر کردند. چند صد نفر از نگای تاهو هم در الیزابت و هم در هنگام فرود غافلگیرانه صبح روز بعد کشته شدند. در طول سفر به کاپیتی، رئیس دختر خود نگا رویماتا را خفه کرد تا او را از آزار مورد انتظار نجات دهد. ته راوپارها خشمگین شد و پس از ورود آنها به کاپیتی، والدین و دیگر زندانیان پس از شکنجه‌های طولانی مدت کشته شدند.

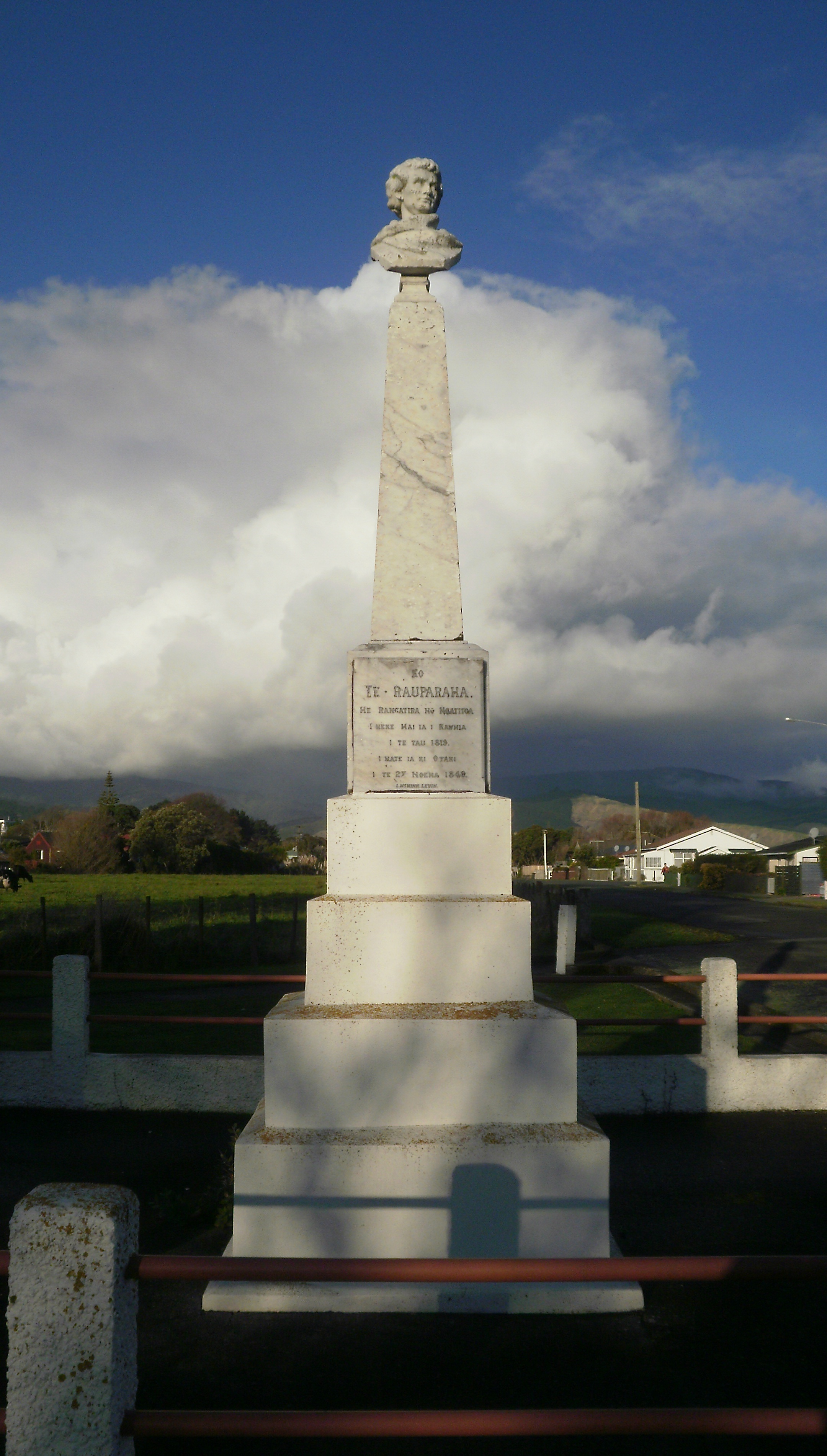
یادبود Te Rauparaha در taki ، به سفارش پسر Te Rauparaha Tāmihana

در سال ۱۸۳۱ او نگای تاهو پا را پس از یک محاصره سه‌ماهه در کایاپوی به دست گرفت، و اندکی پس از آن اوناوه پا را در بندر آکاروآ گرفت، اما این نبردها و سایر نبردها در جنوب ماهیت انتقامی داشتند. utu) حملات به جای کنترل قلمرو. فتوحات بیشتر در جنوب با شیوع شدید سرخک و قدرت فزاینده هاپو جنوبی که از نزدیک با جامعه رو به رشد نهنگ اروپایی در ساحلی اوتاگو و بلوف همکاری می‌کرد، متوقف شد.

## اسکان اروپایی
آخرین سال‌های زندگی ته راوپاراها شاهد شگرف‌ترین تغییرات بود. در ۱۶ اکتبر ۱۸۳۹ اکسپدیشن شرکت نیوزلند به فرماندهی سرهنگ ویلیام ویکفیلد به کاپیتی رسید. آنها به دنبال خرید مناطق وسیعی از زمین به منظور تشکیل یک شهرک دائمی اروپایی بودند. ته راوپاراها مقداری زمین را در این منطقه به آنها فروخت که بعدها به نلسون و خلیج طلایی معروف شد.
ته راوپارها از کشیش درخواست کرده بود. هنری ویلیامز مبلغی را فرستاد و در نوامبر ۱۸۳۹ اکتاویوس هادفیلد با هنری ویلیامز سفر کرد و هادفیلد یک مأموریت انگلیکن را در ساحل کاپیتی تأسیس کرد.
در ۱۴ مه ۱۸۴۰، ته راوپاراها یک نسخه از معاهده وایتانگی را امضا کرد، و معتقد بود که این معاهده به او و متحدانش تضمین می‌کند که سرزمین‌هایی را که با فتح در ۱۸ سال گذشته به دست آورده‌اند، تضمین کند. در ۱۹ ژوئن همان سال، زمانی که سرگرد توماس بانبری اصرار داشت که این پیمان را انجام دهد، او نسخه دیگری از معاهده را امضا کرد.
Te Rauparaha به زودی از سیل مهاجران بریتانیایی نگران شد و از فروش بیشتر زمین خود امتناع کرد. این به سرعت منجر به تنش شد و نتیجه Wairau Affray زمانی بود که یک حزب از نلسون سعی در دستگیری ته راوپارها داشت و ۲۲ نفر از آنها کشته شدند که از ترس به سمت ته راوپارها و افرادش شلیک کردند. تحقیقات بعدی دولت، ته راوپارها را تبرئه کرد و همین امر باعث خشم شهرک نشینانی شد که کارزاری را برای به یاد آوردن فرماندار، رابرت فیتزروی، آغاز کردند.

## دستگیری و در نهایت مرگ

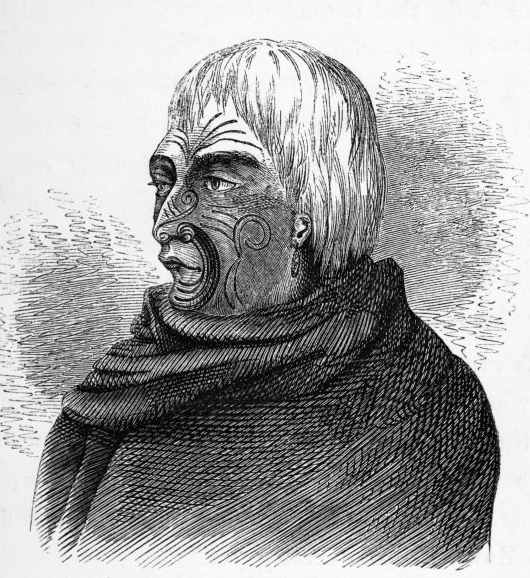
ته راوپاراها, طرح معاصر

سپس در ماه مه ۱۸۴۶ نبردی در دره هات بین شهرک نشینان و برادرزاده ته راوپاراها، ته رانگیهاتا، یکی دیگر از رهبران برجسته جنگ نگاتی توآ در طول جنگ‌های ماسک آغاز شد با وجود بی‌طرفی خود، ته راوپاراها پس از گرفتن نامه‌های محرمانه توسط بریتانیا دستگیر شد. از ته راوپاراها که نشان داد او در حال انجام یک بازی دوگانه است. او متهم به تهیه اسلحه برای مائوری‌هایی بود که در شورش آشکار بودند. او در نزدیکی یک روستای قبیله‌ای تاوپو پا در جایی که بعداً پلیمرتون نامیده می‌شود توسط نیروهایی که برای فرماندار جورج گری انجام می‌دادند دستگیر شد و بدون محاکمه تحت حکومت نظامی قبل از تبعید به اوکلند و در آنجا در کشتی کالیوپ نگهداری شد. پسرش، تامیهانا، در اوکلند مشغول مطالعه مسیحیت بود و ته راوپارها به او پیغام جدی داد که آیوی آنها نباید علیه دولت اوتو بگیرد. تامیهانا برای توقف یک قیام برنامه‌ریزی شده به روه خود بازگشت. Tāmihana زمین Wairau را به ۳۰۰۰ پوند به دولت فروخت. گری با ته راوپارها صحبت کرد و او را متقاعد کرد که از همه ادعاهای برجسته برای فرود در دره Wairau چشم پوشی کند. سپس، گری که متوجه شد ته راوپاراها پیر و بیمار است، به او اجازه داد تا در سال ۱۸۴۸ نزد مردمش در اوتاکی بازگردد.
هنگامی که در اوتاکی ته راوپاراها بود، مواد و نیروی کار را برای ساخت کلیسای Rangiatea (تکمیل در سال ۱۸۵۱) برای پا محلی خود فراهم کرد. این کلیسا بعدها به قدیمی‌ترین کلیسای مائوری در کشور تبدیل شد و به دلیل ترکیب منحصر به فردش از طراحی کلیسای مائوری و انگلیسی شناخته شد. ته راوپارها زنده نماند تا کلیسا را کامل ببیند و سال بعد در ۲۷ نوامبر ۱۸۴۹ درگذشت.
پسر ته راوپاراها، تامیهانا، شدیداً تحت تأثیر آموزه‌های تبلیغی بود، به ویژه اکتاویوس هادفیلد. او در دسامبر ۱۸۵۰ به انگلستان رفت و در سال ۱۸۵۲ به ملکه ویکتوریا اهدا شد. پس از بازگشت او یکی از مائوری‌ها بود که ایده پادشاه مائوری را خلق کرد. با این حال او از جنبش پادشاه جدا شد و بعداً هنگامی که جنبش با مبارز ضد دولتی مستقر در تاراناکی Wiremu Kingi درگیر شد، به یک منتقد سرسخت تبدیل شد.

## میراث
ته راوپارها پس از فرار خوش شانس خود از تعقیب دشمنان، " Ka Mate " را به عنوان جشن زندگی بر مرگ ساخته‌است. این هاکا یا چالش، تبدیل به رایج‌ترین اجرا شده توسط All Blacks و بسیاری دیگر از تیم‌های ورزشی نیوزیلند قبل از مسابقات بین‌المللی شده‌است.
بیوگرافی ته راوپارها در اوایل قرن بیستم منتشر شد. این اثر توسط ویلیام تراورز نوشته شده بود و به آن زمان هیجان انگیز ته راوپاراها می‌گفتند.
زندگی‌نامه دیگری از ته راوپارها که توسط پسرش تامیهانا بین سال‌های ۱۸۶۶ و ۱۸۶۹ نوشته شده بود، که در مجموعه‌های ویژه سر جورج گری در کتابخانه‌های اوکلند نگهداری می‌شد، متعاقباً توسط راس کالمن ترجمه و توسط انتشارات دانشگاه اوکلند در سال ۲۰۲۰ منتشر شد و He pukapoka tataku i ng نام داشت. Te Rauparaha nui / گزارشی از زندگی بزرگ ته راوپارها.
بنای یادبودی برای ته راوپارها نیز در Ōtaki ایجاد شد. ته راوپارها آرنا در Porirua به نام او نامگذاری شد.